# 阮必濟
阮必濟（越南语：／，1873年—？），越南阮朝官員。

## 生平
1873年，阮必濟出生於越南興安省芙蕖縣日麗社。
成泰九年（1897年），阮必濟在河南場鄉試中舉人，以訓導的身份開始仕途生涯，先後擔任過知縣、知府和按察使的職務。最終升巡撫，擔任過高平省（1923年）、建安省、太平省和福安省巡撫。
1932年阮必濟致仕。致仕後阮必濟回到自己家鄉居住，在自己的130畝稻田中從事農業，同時負責日麗社的規劃與管理，道路、學校的建設和維護，果樹的種植等事務。

## 榮譽
- 法國榮譽軍團勳章騎士勳位（1927年）[2][4]